# King Banana
King Banana, seit Mitte 2009 U-cee & The Royal Family, ist eine bayerische Reggaeband. Die Band wurde im Ursprung im Juni 1995 gegründet, später kamen immer weitere Musiker hinzu. Das Repertoire der Band umfasst neben Reggae größtenteils Eigenkompositionen der Stilrichtungen traditioneller Ska, Rocksteady, Calypso und Dancehall.

## Geschichte
King Banana war Vorband zahlreicher namhafter Genre-Bands, arbeitete 2002/2003 mit Stranger Cole sowie Ken Bob, dem Leadsänger der Band The Eternals, zusammen.  King Banana traten auf über 350 Konzerten in 6 Ländern auf, unter anderem beim größten europäischen Ska-Festival im Potsdamer Lindenpark sowie beim Chiemsee Reggae Summer in Übersee. Sänger war Robert Zierhofer (Big Belly Produktionen). Insgesamt spielten 46 Musiker bei King Banana bis zur Neuformation. Sie produzierten in dieser Zeit zwei Singles und fünf Alben.

## Diskografie
- 1997: Roots (Album, Eigenvertrieb)
- 1998: Welcome to Banana Island (Album, King Banana Records)
- 2006: Royal Family (Album, WeSC)